# 引大入秦工程
引大入秦工程是将黄河支流大通河水跨流域调至兰州秦王川地区的大型自流供水工程。该工程分为总干渠、东一干渠、东二干渠等部分。总干渠起点位于甘肃省天祝藏族自治县天堂镇天堂寺东侧的大通河上，先后经过先明峡倒虹吸、水磨沟倒虹吸、30A隧洞、盘道岭隧洞等，到达永登县的香炉山分水闸，在此将总干渠的水一分为二进入东一干渠和东二干渠。
2011年12月2日公布为第七批甘肃省文物保护单位。

## 負責單位
- 甘肃省引大入秦工程管理局 （页面存档备份，存于）